# Tab (album)
Tab (znany również jako Tab 25 oraz 25 Tab) – EP amerykańskiego stoner rockowego zespołu Monster Magnet. W Europie został wydany w 1991, a w Stanach Zjednoczonych w 1993 roku.

## Lista utworów
1. Tab... – 32:14
2. 25 / Longhair – 12:28
3. Lord 13 – 4:09

## Wykonawcy
- Dave Wyndorf – wokal, gitara
- John McBain – gitara
- Joe Calandra – bas
- Jon Kleiman – perkusja
- Tim Cronin – bas, wokal, perkusja